# Pterosiphonieae
Pterosiphonieae, tribus crvenih algi, dio porodice Rhodomelaceae. Priznato je 14 rodova sa 61 vrstom.

## Rodovi
1. Aphanocladia Falkenberg
2. Dictyomenia Greville
3. Heterostroma Kraft & M.J.Wynne
4. Jeannerettia J.D.Hooker & Harvey
5. Pentocladia Huisman
6. Periphykon Weber Bosse
7. Pollexfenia Harvey
8. Pterosiphonia Falkenberg
9. Pterosiphoniella E.Y.Dawson
10. Savoiea M.J.Wynne
11. Symphyocladia Falkenberg
12. Symphyocladiella D.E.Bustamante, B.Y.Won & T.O.Cho
13. Womersleyella Hollenberg
14. Xiphosiphonia Savoie & G.W.Saunders